# ألبيرتو بينيتو
ألبيرتو بينيتو (بالإسبانية: Alberto Benito Correa) (13 يونيو 1992 بطراغونة في إسبانيا - ) هو لاعب كرة قدم إسباني في مركز الدفاع. لعب مع ريال سرقسطة.

## روابط خارجية
- ألبيرتو بينيتو على موقع قاعدة بيانات كرة القدم.إي يو (الإنجليزية)
- ألبيرتو بينيتو على موقع Soccerway.com (الإنجليزية)
- ألبيرتو بينيتو على موقع AS.com (الإسبانية)